# Louis Ferdinand của Pháp
Louis Ferdinand của Pháp (4 tháng 9 năm 1729 – 20 tháng 12 năm 1765) là con trai duy nhất còn sống đến tuổi trưởng thành của Louis XV của Pháp và Maria của Ba Lan. Là vương tử, Louis là fils de France (con trai nước Pháp), và nhận danh hiệu Dauphin nước Pháp cho người thừa kế đương nhiên. Tuy nhiên, Louis qua đời khi mới 36 tuổi trước khi có thể kế vị cha. Ba người con trai lớn của ông đều lần lượt trở thành vua nước Pháp: Louis XVI, Louis XVIII và Charles X.

## Tuổi thơ và Giáo dục

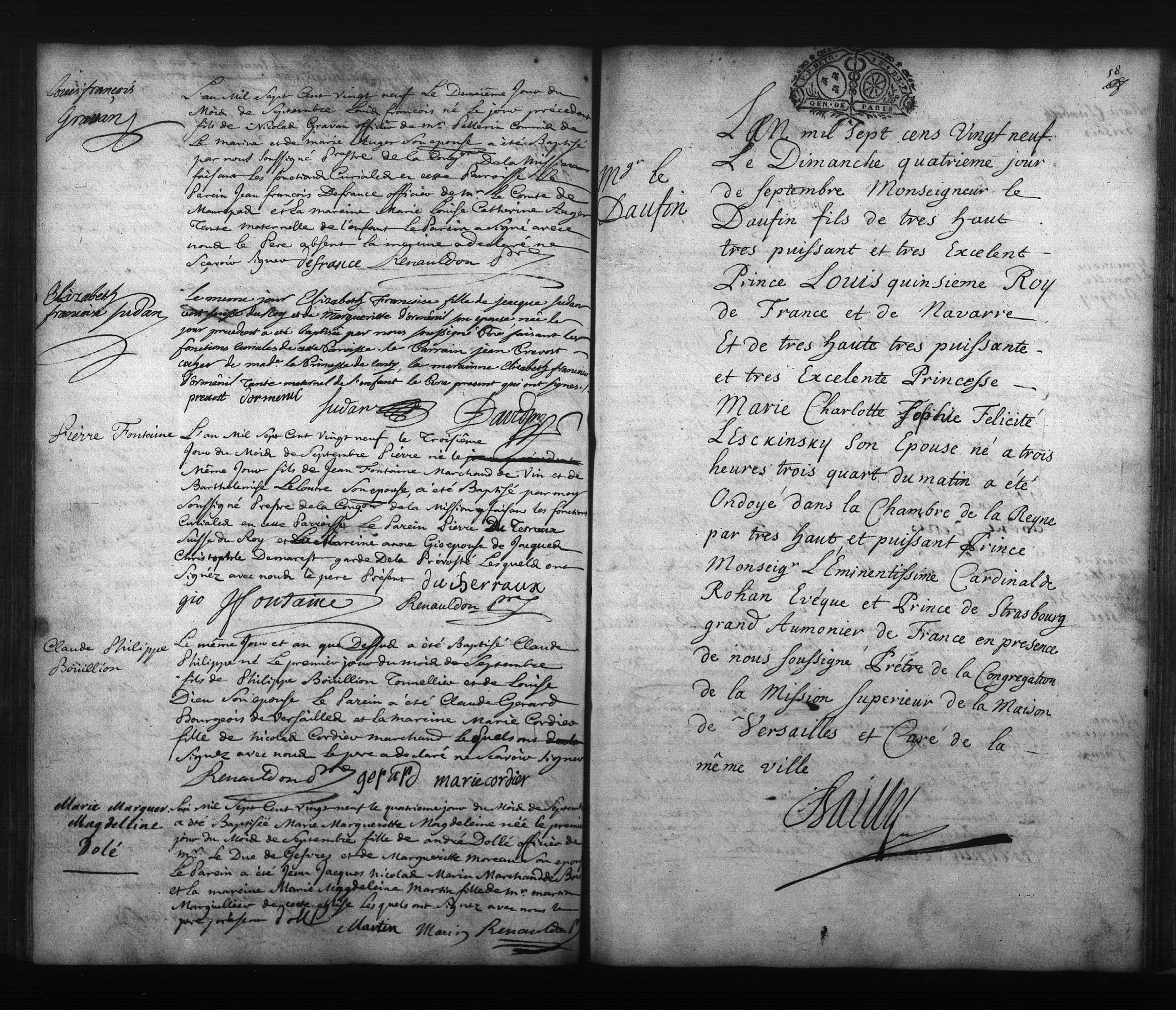
Giấy khai sinh trong lễ rửa tội Louis.

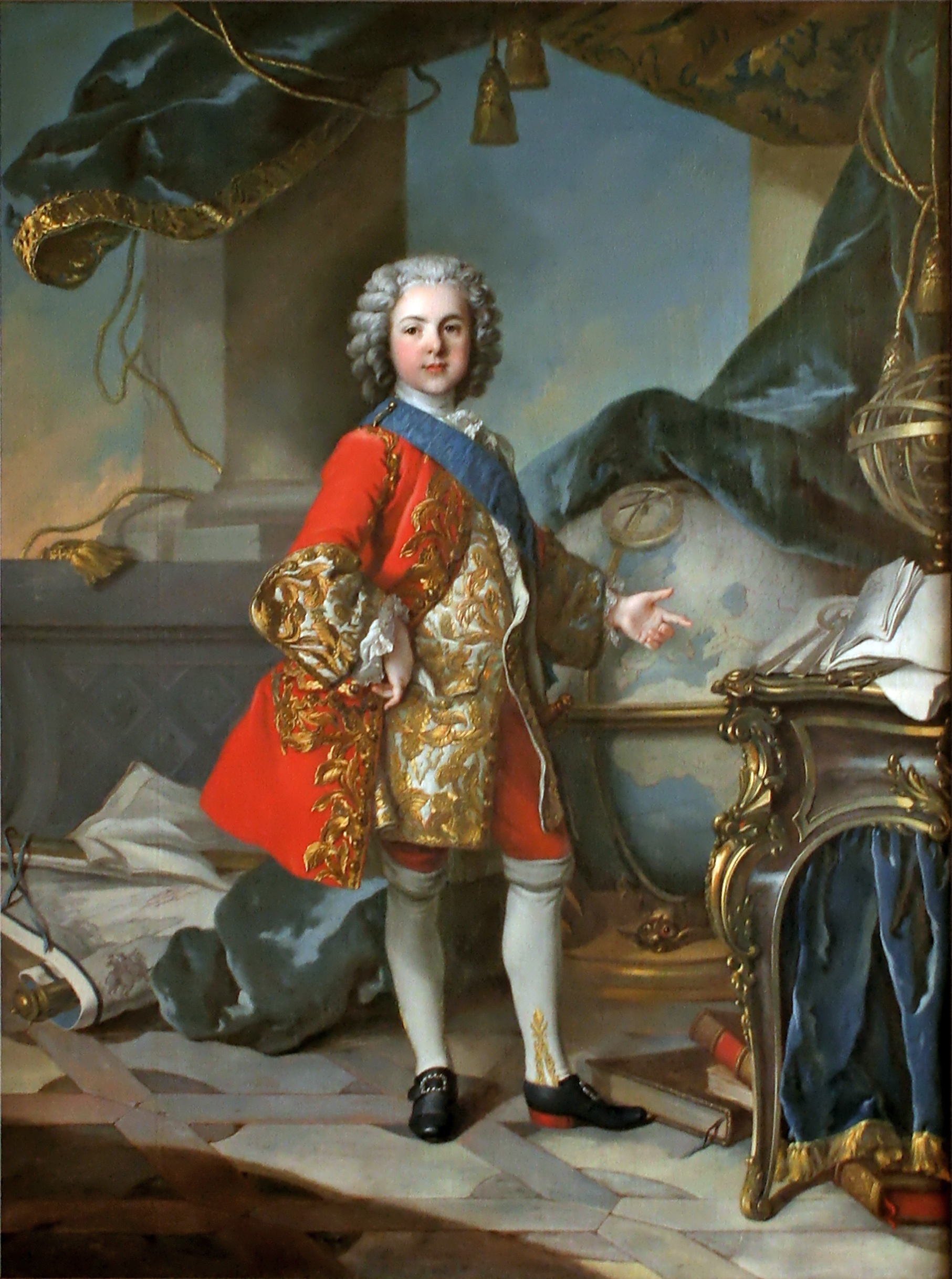
Louis khi còn một cậu bé 9 tuổi, trong phòng nghiên cứu.

Louis chào đời ngày 4 tháng 9 năm 1729 tại Cung điện Versailles thuộc thành phố Paris nước Pháp. Ông là người con thứ 4 nhưng lại là cậu con trai đầu tiên của Louis XV của Pháp và Maria của Ba Lan, Louis chào đời được chào đón bằng một lễ hội rình rang khắp cả nước. Sự ra đời của ông đồng nghĩa với việc trở thành người thừa kế ngai vàng nước Pháp và được ban danh hiệu Dauphin nước Pháp. Vào ngày 27 tháng 4 năm 1737 theo truyền thống của Hoàng gia Pháp Louis 7 tuổi được rửa tội bởi Hồng y Armand de Rohan cha mẹ đỡ đầu của ông bao gồm Công tước Louis xứ Orléans và Louise Françoise de Bourbon, tên chính thức của ông đồng thời được công bố là Louis Ferdinand.

### Giáo dục

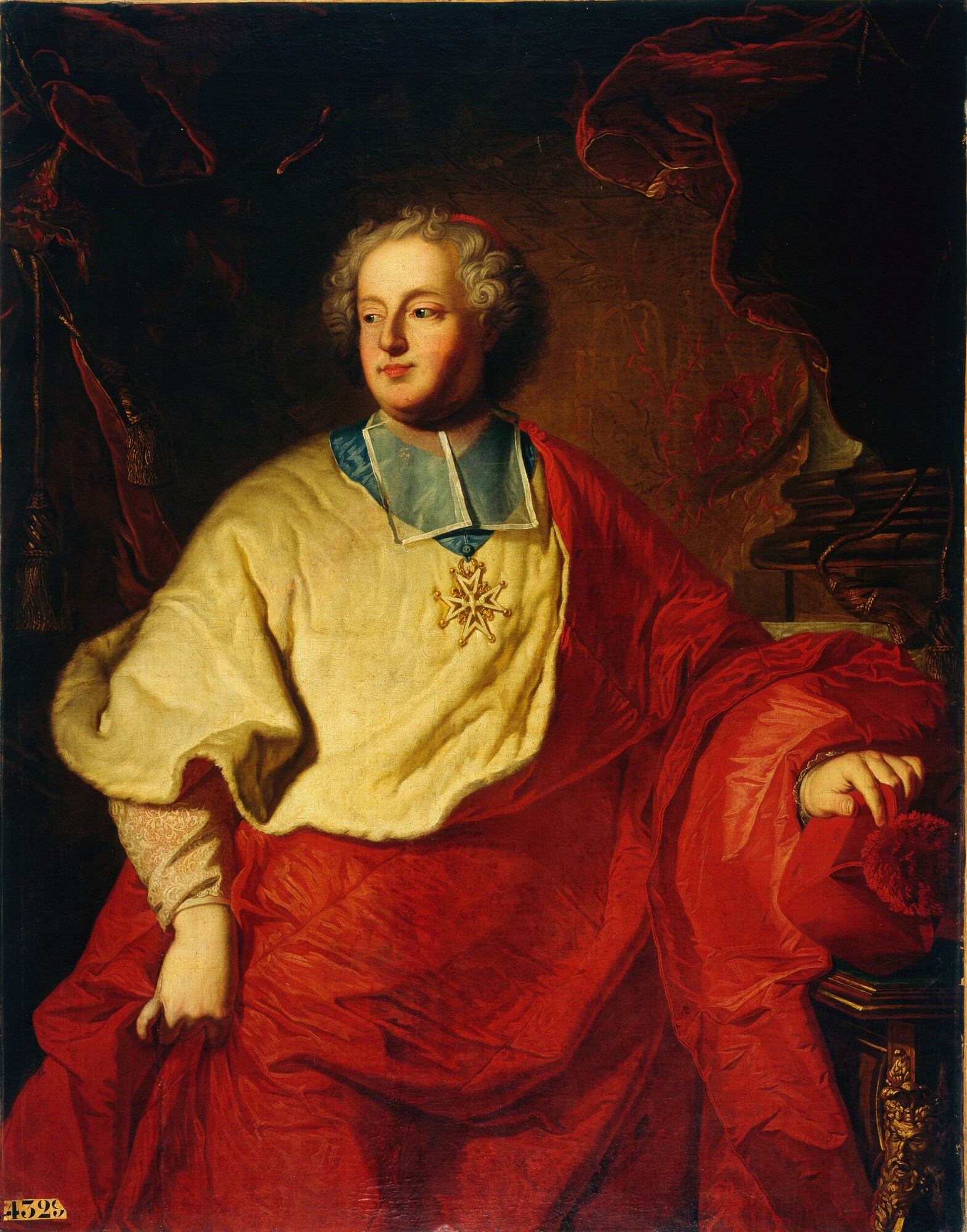
Jean Boyer, gia sư của Louis.

Louis được giáo dục tại nhà, giám mục Jean-François Boyer được chọn để dạy học cho Quốc vương tương lai của Pháp. Gia sư riêng của ông nhận định ''Thái tử là một học sinh xuất sắc trong nhiều lĩnh vực đặt biệt là các môn học nghiêng về trí óc nhưng ngược lại không mấy hứng thú với các hoạt động thể chất''. Louis nói được 3 ngôn ngữ, ngoài tiếng Pháp ông biết cả tiếng Latinh và có thể nói tiếng Anh lưu loát đây được xem là một điều hiếm có đối với những hoàng tử thời đó. Thủa bé, Louis dành sự quan tâm đặc biệt cho Nghệ thuật quân sự trong chiến tranh. Ở tuổi 15 Louis từng bày tỏ ý muốn tham gia Chiến tranh Kế vị Áo nhưng không được cha tán thành.

## Hôn nhân và Gia đình

### Cuộc hôn nhân đầu tiên
Năm 1744, khi Louis được 15 tuổi cha ông Louis XV chọn Vương nữ María Teresa Rafaela 19 tuổi, con gái của Vua Felipe V của Tây Ban Nha trở thành vợ cho con trai. Hôn lễ được cử hành tại Thủ đô Madrid, Tây Ban Nha vào ngày 18 tháng 12 năm 1744 nhưng không có sự góp mặt chính thức của Thái tử Louis vì hôn lễ theo kiểu đám cưới ủy nhiệm. Đến ngày 23 tháng 2 năm 1745 lễ cưới chính thức diễn ra tại Cung điện Versailles.Sau một năm kết hôn họ chào đón sự ra đời của cô con gái đầu tiên Vương tôn nữ Marie Thérèse vào ngày 19 tháng 7 năm 1746, chỉ được ba ngày sau khi sinh con María Teresa Rafaela qua đời vào ngày 22 tháng 7 năm 1746 và cô con gái sơ sinh của họ cũng chỉ sống được đến 2 tuổi và qua đời vào ngày 27 tháng 4 năm 1748.Sự ra đi của người vợ María Teresa khiến cho Louis vô cùng đau buồn, khi đó Louis vẫn là một thiếu niên 16 tuổi buộc phải kết hôn thêm lần nữa để đảm bảo hậu duệ kế vị ngai vàng nước Pháp.

### Cuộc hôn nhân thứ hai
Với mong muốn gần gũi quan hệ với Vương thất Ba Lan và triều đình Pháp thông qua cuộc hôn nhân giữa Louis và Maria Josepha xứ Sachsen, con gái vua Ba Lan August II, vào ngày 10 tháng 1 năm 1747. Hôn lễ diễn ra theo kiểu ủy nhiệm tại Dresden và chính thức tại Cung điện Versailles vào ngày 9 tháng 2 năm 1747. 
Cuộc hôn nhân giữa Louis và Maria có chính thức 8 người con:
1. Marie Zéphyrine của Pháp (26 tháng 8 năm 1750 - 1 tháng 9 năm 1755), qua đời khi 5 tuổi.
2. Louis Joseph Xavier của Pháp, Công tước xứ Bourgogne (13 tháng 9 năm 1751 - 22 tháng 3 năm 1761), qua đời khi 10 tuổi.
3. Xavier của Pháp, Công tước xứ Aquitaine (8 tháng 9 năm 1753 - 22 tháng 2 năm 1754), qua đời khi 1 tuổi.
4. Louis XVI của Pháp (23 tháng 8 năm 1754 - 21 tháng 1 năm 1793)
5. Louis XVIII của Pháp (17 tháng 11 năm 1755 - 16 tháng 9 năm 1824)
6. Charles X của Pháp (9 tháng 10 năm 1757 - 6 tháng 11 năm 1836)
7. Marie Clotilde của Pháp (23 tháng 9 năm 1759 - 7 tháng 3 năm 1802)
8. Élisabeth Philippe của Pháp (3 tháng 5 năm 1764 - 10 tháng 5 năm 1794)

## Trưởng thành

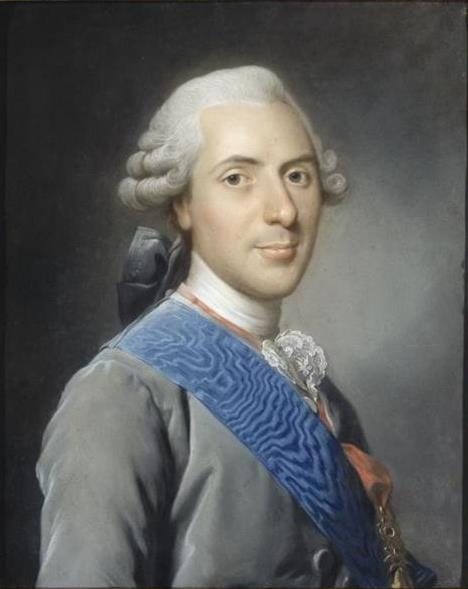
Thái tử Louis năm 1765

Louis trưởng thành được đánh giá là một người có ý thức về nhân cách và đạo đức tốt, một người đàn ông hiếu học, ông thích trò chuyện với mọi người, đọc sách hơn là việc săn bắn như những người giàu có khác sống cùng thời với ông. So với cha ông một người có nhiều tình nhân khét tiếng, Louis rất thủy chung với người vợ Maria Josepha của mình.
Ông rất sùng đạo là một mẫu người điển hình hay tỏ lòng sùng kính Thánh Tâm, đến nổi người vợ Maria Josepha đã tìm mọi cách tiết chế sự sùng kính thái quá của ông nhưng bà luôn đoàn kết ủng hộ chồng trong việc chân thành ủng hộ các tu sĩ Dòng Tên khi họ bị trục xuất vào năm 1764.

## Qua đời

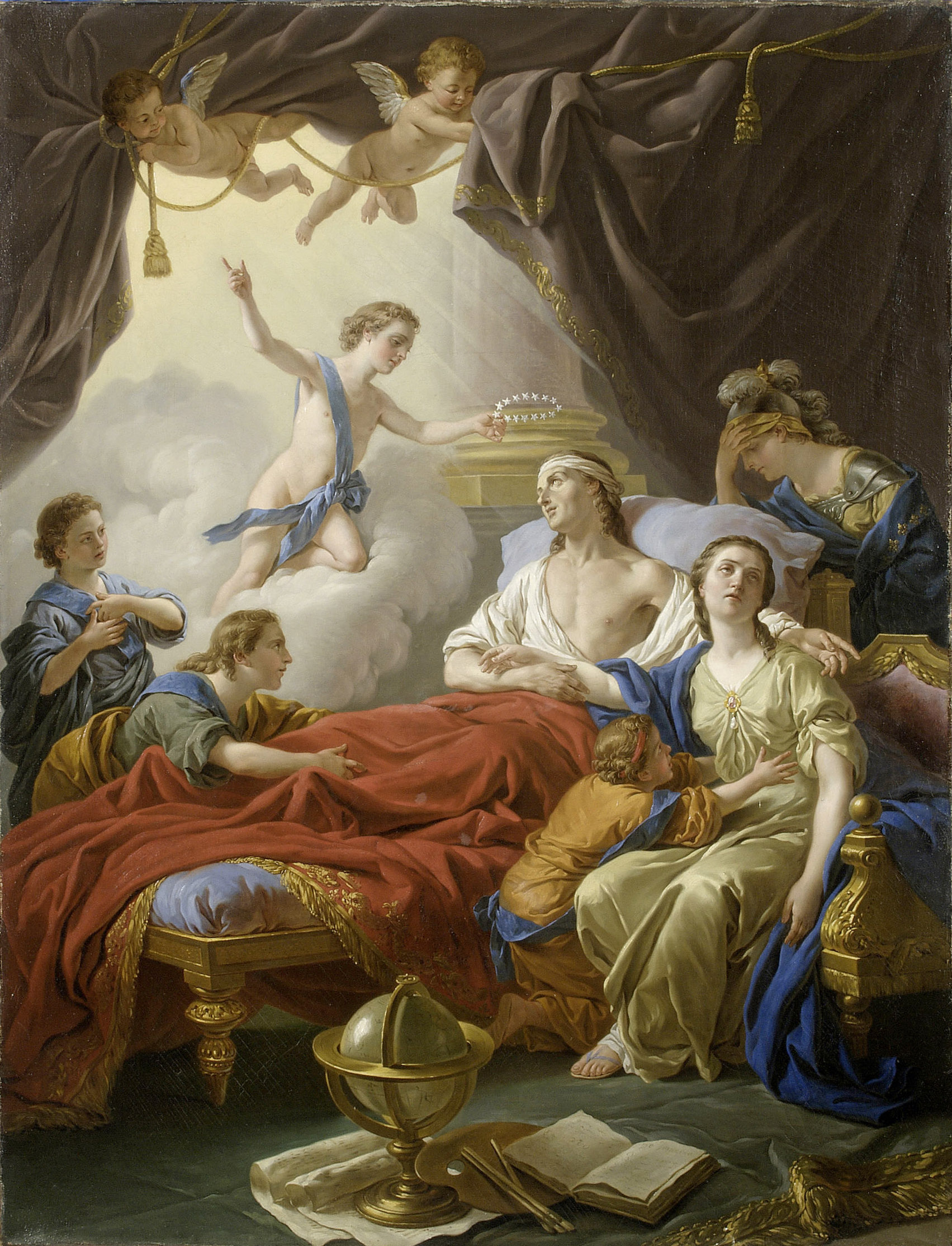
Câu chuyện ngụ ngôn về cái chết của Dauphin bởi họa sĩ người Pháp Louis-Jean-François Lagrenée, 1765

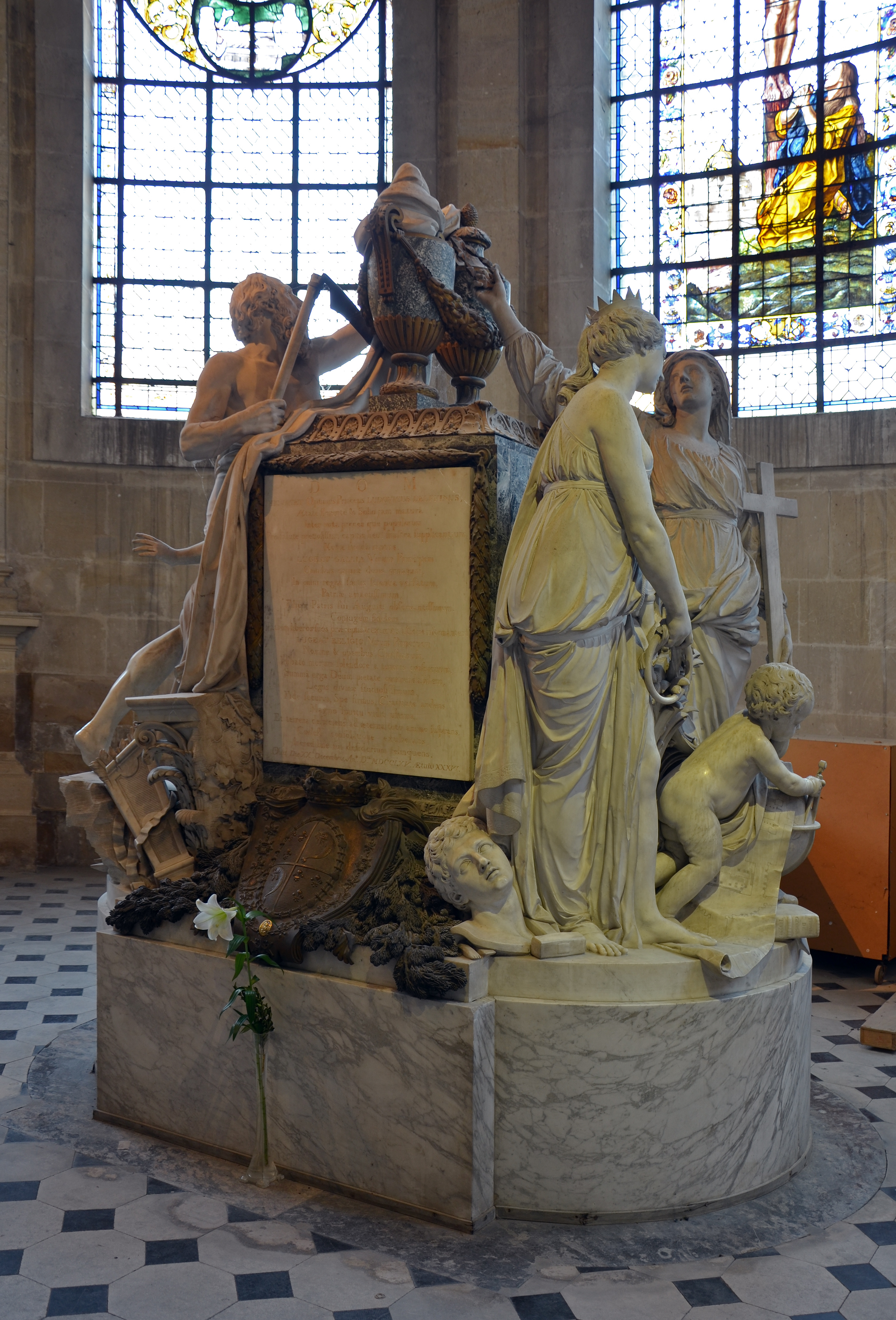
Lăng mộ của Louis và vợ Maria Josepha

Mùa xuân năm 1765, sức khỏe của Louis không có dấu hiệu đáng lo ngại. Vì vậy, vào tháng 7 Louis đến Compiègne để tham dự cuộc diễn tập quân sự hàng năm, trong bộ quân phục đại tá, Louis cưỡi ngựa với tư thế đĩnh đạc trước người đứng đầu trung đoàn. Tuy nhiên những ngày ở Compiègne, Louis đã không chăm sóc tốt cho sức khỏe của chính mình sau những bài tập quân sự có phần khá hiếu chiến so với ông. Sau 1 tháng tại Compiègne, Louis đã ngã bệnh nhưng đã được chữa trị khỏi bởi những bác sĩ tại đó, đây cũng là khoảng thời gian Louis có những triệu chứng của bệnh lao. Vào tháng 9, Louis quay trở lại Điện Versailles, mặc dù sức khỏe không được tốt nhưng Louis nhất quyết thực hiện chuyến nghỉ mát tại Lâu đài Fontainebleau, tại đây tình trạng của Thái tử trở nên xấu đi sau những ngày bị tra tấn bởi những cơn ho liên tục kèm theo bệnh kiết lỵ, Louis qua đời vì bệnh lao ở tuổi 36 vào ngày 20 tháng 12 năm 1765 tại Lâu đài Fontainebleau, lúc tám giờ hai mươi ba phút sáng.
Theo nguyện vọng cuối cùng của Thái tử, hài cốt của Louis đã được chôn cất tại nhà thờ lớn Sens, và trái tim của ông được đưa đến Vương cung thánh đường Thánh Denis. Và vợ của ông, Công chúa Maria Josepha người đã luôn ở bên cạnh Louis chăm sóc ông những khoảng thời gian ngã bệnh đã qua đời vào ngày 13 tháng 3 năm 1767, chỉ 2 năm sau khi Louis qua đời. Dù là Thái tử của Pháp nhưng Louis hầu như cả cuộc đời không được tiếp xúc với các công việc chính trị bởi cha ông Vua Louis XV, người đã không cho phép con trai mình làm điều đó. 
Sự ra đi của Louis đã khiến một nhóm những người Dévots đóng vai trò quan trọng trong cuộc cải cách đạo Công giáo tại Pháp đã vô cùng thất vọng, vì đây là nhóm người lúc sinh thời từng có rất nhiều ảnh hưởng đối với Louis và họ luôn hy vọng sẽ giành được một vị trí quan trọng trong triều đình Pháp khi Louis lên ngôi. Nhưng Louis qua đời trước khi có thể trị vì khiến cho điều đó đã không bao giờ trở thành sự thật vào năm 1765.

## Tổ tiên
| \| \| \| \| \| \| \| \| \| \| \| 8. Louis của Pháp \| \| \| \| \| \| \| \| \| \| \| \| \| \| \| \| \| \| \| \| \| \| \| \| \| \| \| \| \| \| \| \| \| \| \| \| \| \| \| \| \| \| \| \| \| \| \| \| \| \| \| 4. Louis của Pháp \| \| \| \| \| \| \| \| \| \| \| \| \| \| \| \| \| \| \| \| \| \| \| \| \| \| \| \| \| \| \| \| \| \| \| \| \| \| \| \| \| \| \| \| \| \| \| \| \| \| \| \| \| \| \| \| \| \| \| \| 9. Maria Anna Victoria xứ Bayern \| \| \| \| \| \| \| \| \| \| \| \| \| \| \| \| \| \| \| \| \| \| \| \| \| \| \| \| \| \| \| \| \| \| \| \| \| \| \| \| \| \| \| \| \| \| \| \| \| \| \| \| \| \| \| \| \| \| \| \| 2. Louis XV của Pháp \| \| \| \| \| \| \| \| \| \| \| \| \| \| \| \| \| \| \| \| \| \| \| \| \| \| \| \| \| \| \| \| \| \| \| \| \| \| \| \| \| \| \| \| \| \| \| \| \| \| \| \| \| \| \| \| \| \| \| \| 10. Vittorio Amadeo II của Sardegna \| \| \| \| \| \| \| \| \| \| \| \| \| \| \| \| \| \| \| \| \| \| \| \| \| \| \| \| \| \| \| \| \| \| \| \| \| \| \| \| \| \| \| \| \| \| \| \| \| \| \| \| \| \| \| \| \| \| \| \| 5. Maria Adelaide của Savoia \| \| \| \| \| \| \| \| \| \| \| \| \| \| \| \| \| \| \| \| \| \| \| \| \| \| \| \| \| \| \| \| \| \| \| \| \| \| \| \| \| \| \| \| \| \| \| \| \| \| \| \| \| \| \| \| \| \| \| \| 11. Anne Marie của Orléans \| \| \| \| \| \| \| \| \| \| \| \| \| \| \| \| \| \| \| \| \| \| \| \| \| \| \| \| \| \| \| \| \| \| \| \| \| \| \| \| \| \| \| \| \| \| \| \| \| \| \| \| \| \| \| \| \| \| \| \| 1. Louis Ferdinand của Pháp \| \| \| \| \| \| \| \| \| \| \| \| \| \| \| \| \| \| \| \| \| \| \| \| \| \| \| \| \| \| \| \| \| \| \| \| \| \| \| \| \| \| \| \| \| \| \| \| \| \| \| \| \| \| \| \| \| \| \| \| 12. Rafał Leszczyński \| \| \| \| \| \| \| \| \| \| \| \| \| \| \| \| \| \| \| \| \| \| \| \| \| \| \| \| \| \| \| \| \| \| \| \| \| \| \| \| \| \| \| \| \| \| \| \| \| \| \| \| \| \| \| \| \| \| \| \| 6. Stanisław I Leszczyński \| \| \| \| \| \| \| \| \| \| \| \| \| \| \| \| \| \| \| \| \| \| \| \| \| \| \| \| \| \| \| \| \| \| \| \| \| \| \| \| \| \| \| \| \| \| \| \| \| \| \| \| \| \| \| \| \| \| \| \| 13. Anna Jabłonowska \| \| \| \| \| \| \| \| \| \| \| \| \| \| \| \| \| \| \| \| \| \| \| \| \| \| \| \| \| \| \| \| \| \| \| \| \| \| \| \| \| \| \| \| \| \| \| \| \| \| \| \| \| \| \| \| \| \| \| \| 3. Maria của Ba Lan \| \| \| \| \| \| \| \| \| \| \| \| \| \| \| \| \| \| \| \| \| \| \| \| \| \| \| \| \| \| \| \| \| \| \| \| \| \| \| \| \| \| \| \| \| \| \| \| \| \| \| \| \| \| \| \| \| \| \| \| 14. Jan Karol Opaliński \| \| \| \| \| \| \| \| \| \| \| \| \| \| \| \| \| \| \| \| \| \| \| \| \| \| \| \| \| \| \| \| \| \| \| \| \| \| \| \| \| \| \| \| \| \| \| \| \| \| \| \| \| \| \| \| \| \| \| \| 7. Katarzyna Opalińska \| \| \| \| \| \| \| \| \| \| \| \| \| \| \| \| \| \| \| \| \| \| \| \| \| \| \| \| \| \| \| \| \| \| \| \| \| \| \| \| \| \| \| \| \| \| \| \| \| \| \| \| \| \| \| \| \| \| \| \| 15. Zofia Czarnkowska \| \| \| \| \| \| \| \| \| \| \| \| \| \| \| \| \| \| \| \| \| \| \| \| \| \| \| \| \| \| \| \| \| \| \| \| \| \| \| \| \| \| \| |                                     |  |  |  |  |  |  |  |  |                   |  |  |  |
| |                                     |  |  |  |  |  |  |  |  | 8. Louis của Pháp |  |  |  |
| |                                     |  |  |  |  |  |  |  |  |                   |  |  |  |
| |                                     |  |  |  |  |  |  |  |  |                   |  |  |  |
| |                                     |  |  |  |  |  |  |  |  |                   |  |  |  |
| | 4. Louis của Pháp                   |  |  |  |  |  |  |  |  |                   |  |  |  |
| |                                     |  |  |  |  |  |  |  |  |                   |  |  |  |
| |                                     |  |  |  |  |  |  |  |  |                   |  |  |  |
| |                                     |  |  |  |  |  |  |  |  |                   |  |  |  |
| | 9. Maria Anna Victoria xứ Bayern    |  |  |  |  |  |  |  |  |                   |  |  |  |
| |                                     |  |  |  |  |  |  |  |  |                   |  |  |  |
| |                                     |  |  |  |  |  |  |  |  |                   |  |  |  |
| |                                     |  |  |  |  |  |  |  |  |                   |  |  |  |
| | 2. Louis XV của Pháp                |  |  |  |  |  |  |  |  |                   |  |  |  |
| |                                     |  |  |  |  |  |  |  |  |                   |  |  |  |
| |                                     |  |  |  |  |  |  |  |  |                   |  |  |  |
| |                                     |  |  |  |  |  |  |  |  |                   |  |  |  |
| | 10. Vittorio Amadeo II của Sardegna |  |  |  |  |  |  |  |  |                   |  |  |  |
| |                                     |  |  |  |  |  |  |  |  |                   |  |  |  |
| |                                     |  |  |  |  |  |  |  |  |                   |  |  |  |
| |                                     |  |  |  |  |  |  |  |  |                   |  |  |  |
| | 5. Maria Adelaide của Savoia        |  |  |  |  |  |  |  |  |                   |  |  |  |
| |                                     |  |  |  |  |  |  |  |  |                   |  |  |  |
| |                                     |  |  |  |  |  |  |  |  |                   |  |  |  |
| |                                     |  |  |  |  |  |  |  |  |                   |  |  |  |
| | 11. Anne Marie của Orléans          |  |  |  |  |  |  |  |  |                   |  |  |  |
| |                                     |  |  |  |  |  |  |  |  |                   |  |  |  |
| |                                     |  |  |  |  |  |  |  |  |                   |  |  |  |
| |                                     |  |  |  |  |  |  |  |  |                   |  |  |  |
| | 1. Louis Ferdinand của Pháp         |  |  |  |  |  |  |  |  |                   |  |  |  |
| |                                     |  |  |  |  |  |  |  |  |                   |  |  |  |
| |                                     |  |  |  |  |  |  |  |  |                   |  |  |  |
| |                                     |  |  |  |  |  |  |  |  |                   |  |  |  |
| | 12. Rafał Leszczyński               |  |  |  |  |  |  |  |  |                   |  |  |  |
| |                                     |  |  |  |  |  |  |  |  |                   |  |  |  |
| |                                     |  |  |  |  |  |  |  |  |                   |  |  |  |
| |                                     |  |  |  |  |  |  |  |  |                   |  |  |  |
| | 6. Stanisław I Leszczyński          |  |  |  |  |  |  |  |  |                   |  |  |  |
| |                                     |  |  |  |  |  |  |  |  |                   |  |  |  |
| |                                     |  |  |  |  |  |  |  |  |                   |  |  |  |
| |                                     |  |  |  |  |  |  |  |  |                   |  |  |  |
| | 13. Anna Jabłonowska                |  |  |  |  |  |  |  |  |                   |  |  |  |
| |                                     |  |  |  |  |  |  |  |  |                   |  |  |  |
| |                                     |  |  |  |  |  |  |  |  |                   |  |  |  |
| |                                     |  |  |  |  |  |  |  |  |                   |  |  |  |
| | 3. Maria của Ba Lan                 |  |  |  |  |  |  |  |  |                   |  |  |  |
| |                                     |  |  |  |  |  |  |  |  |                   |  |  |  |
| |                                     |  |  |  |  |  |  |  |  |                   |  |  |  |
| |                                     |  |  |  |  |  |  |  |  |                   |  |  |  |
| | 14. Jan Karol Opaliński             |  |  |  |  |  |  |  |  |                   |  |  |  |
| |                                     |  |  |  |  |  |  |  |  |                   |  |  |  |
| |                                     |  |  |  |  |  |  |  |  |                   |  |  |  |
| |                                     |  |  |  |  |  |  |  |  |                   |  |  |  |
| | 7. Katarzyna Opalińska              |  |  |  |  |  |  |  |  |                   |  |  |  |
| |                                     |  |  |  |  |  |  |  |  |                   |  |  |  |
| |                                     |  |  |  |  |  |  |  |  |                   |  |  |  |
| |                                     |  |  |  |  |  |  |  |  |                   |  |  |  |
| | 15. Zofia Czarnkowska               |  |  |  |  |  |  |  |  |                   |  |  |  |
| |                                     |  |  |  |  |  |  |  |  |                   |  |  |  |
| |                                     |  |  |  |  |  |  |  |  |                   |  |  |  |